# Драгутин Булић
Драгутин Булић (Вича, 1910 — Чачак, 31. јул 1942) је био свештеник, професор Чачанске гимназије и присталица Димитрија Љотића.

## Биографија
Родио се 1910. у Вичи, селу близу Чачка. Био је једини син Милорада и Даринке Булић. Завршио је четири разреда гимназије у Чачку. Потом је отишао у Сремске Карловце где је завршио пет разреда богословије Светог Саве. По одслужењу војног рока, епископ Јеврем Бојовић га је рукоположио за свештеника и поставио на једну од парохија при манастиру Студеница. После краћег службовања тамо прешао је у село Прањане и тамо продужио свештеничко службовање. Поред свештеничке службе студирао је и положио дипломски испит на Београдском теолошком факултету. По положеном испиту и после породичне трагедије напустио је службу парохијског свештеника и прешао за наставника у Чачанску гимназију.

### Други светски рат
За време Другог светског рата, Булић је боравио у Чачку. Био је противник легализованих четничких одреда, и захтевао њихово повлачење из Чачка и довођење добровољачких одреда. Након Прве непријатељске офанзиве и повратка Немаца у Чачак, немачка команда у Чачку је 7. децембра наредила да се сви војно способни мушкарци окупе у кругу Војно-техничког завода, под изговором издавања легитимација. Од Недићевих и Љотићевих симпатизера, међу којима је био и Булић, као и легализованих четника образована је комисија чији је задатак био да препозна и издвоји из окупљених грађана партизане и њихове симпатизере и помагаче. Булић је затим био истакнути члан преког суда који је ислеђивао и кажњавао осумњичене на смрт или батинање.

### Смрт
Предраг Раковић, који је у то време боравио у Чачку, наредио је Булићево убиство, због наводног учествовања у организовању убиства Вучка Игњатовића. У око 12:30, код пијаце у Чачку, Булића је напала и убила црна тројка. На његовој сахрани је присуствовао и сам Димитрије Љотић. Иза себе је оставио сина Србољуба.